# Hessisch-Hannovers voetbalkampioenschap
Het Hessisch-Hannovers voetbalkampioenschap was een van de regionale voetbalcompetities van de West-Duitse voetbalbond, die bestond van 1906 tot 1933. Tot 1919 heette de competitie Hessisch voetbalkampioenschap, daarna werd de naam aangepast om verwarring te verkomen met de gelijknamige competitie van de Zuid-Duitse voetbalbond.
In 1908 verlieten de clubs uit Marburg, Siegen en Gießen de competitie en gingen spelen in de nieuwe Opper-Hessische competitie, maar na drie jaar werd deze competitie weer ontbonden en keerden de clubs terug.

## Erelijst
- Tot 1926 werd Kassel met een C geschreven.

- 1907 Casseler FV 95
- 1908 Casseler FV 95
- 1909 Casseler FV 95
- 1910 Casseler FV 95
- 1911 Casseler FV 95
- 1912 VfB 08 Gießen
- 1913 VfB Marburg
- 1914 Casseler FV 95
- 1915 Casseler FV 95
- 1916 Regionale kampioenschappen
- 1917 1. Casseler BC Sport 1894
- 1918 Regionale kampioenschappen
- 1919 SV Kurhessen 1893 Cassel
- 1920 SV Kurhessen 1893 Cassel

- 1921 1. Casseler BC Sport 1894
- 1922 TuSV Cassel 1848
- 1923 SV Kurhessen 1893 Cassel
- 1924 SV Kurhessen 1893 Cassel
- 1925 SV Kurhessen 1893 Cassel
- 1926 1. Casseler BC Sport 1894
- 1927 SV Kurhessen 1893 Kassel
- 1928 SV Kurhessen 1893 Kassel
- 1929 CSC 03 Kassel
- 1930 CSC 03 Kassel
- 1931 CSC 03 Kassel
- 1932 Borussia Fulda
- 1933 Borussia Fulda